# یازمین رایان
یازمین رایان (انگلیسی: Yazmeen Ryan؛ زادهٔ ۲۵ فوریهٔ ۱۹۹۹) بازیکن فوتبال اهل ایالات متحده آمریکا است که در حال حاضر برای باشگاه فوتبال هیوستون دش در لیگ برتر فوتبال زنان ایالات متحده آمریکا، بالاترین سطح لیگ فوتبال زنان در این کشور، بازی می‌کند.
وی همچنین در تیم‌های ملی فوتبال زیر ۱۸ سال و زیر ۲۳ سال زنان ایالات متحده آمریکا و همچنین زنان ایالات متحده آمریکا بازی کرده است.
از باشگاه‌هایی که یازمین رایان در آن‌ها بازی کرده است می‌توان به اسکای بلو اف‌سی (ان‌جی/ان‌وای گاتهام) و هیوستون دش اشاره کرد.

## سال‌های اولیه حرفه‌ای
یازمین رایان در شهر نورمن، ایالت اوکلاهما بزرگ شد و به مدرسه عالی نورمن شمالی رفت. او برای تیم باشگاهی اوکلاهما سلستیک بازی کرد. به عنوان یک دانش‌آموز سال اول، او نورمن شمالی را به سمت اولین قهرمانی ایالت فوتبال دخترانش هدایت کرد.

### هورند فراگز
رایان در سال ۲۰۱۷ به عنوان یک هافبک تهاجمی به باشگاه فوتبال هورند فراگز ملحق شد و در سال ۲۰۲۰ بازوبند کاپیتانی این تیم را، به عنوان کاپیتان اول بر بازو بست. او تیم را به سمت اولین قهرمانی کنفرانس بیگ ۱۲ خود هدایت کرد؛ با این حال، رایان به دلیل مصدومیت بازی و قهرمانی و نهایی را از دست داد.

## دوران باشگاهی
یازمین رایان برای اوکلاهما سیتی بازی کرد و نام او در بهترین ترکیب یازده نفره تاریخ باشگاه قرار گرفت و این چنین جاودانه شد.

### پورتلند تورنز
رایان به عنوان ششمین انتخاب کلی توسط باشگاه فوتبال پورتلند تورنز انتخاب شد. رایان «هدف اصلی» تورنز بود. پس از تلاش برای معامله در موقعیت چهارم انتخاب، تورنز در نهایت دو انتخاب بعدی و یک جایگاه ملی را برای انتخاب جذب یازمین رایان هزینه کرد. رایان در ترکیب اصلی پورتلند تورنس در فینال لیگ برتر ایالات متحده سال ۲۰۲۲ در تاریخ ۲۹ اکتبر ۲۰۲۲ حضور داشت. او برای این تیم ۲۸ بار در لیگ به میدان رفت و دو گل زد.

### ان‌جی/ان‌وای گاتهام
در تاریخ ۵ ژانویه ۲۰۲۳، رایان به عنوان بخشی از یک معامله سه‌جانبه به اسکای بلو اف‌سی (ان‌جی/ان‌وای گاتهام) منتقل شد. او در فصل ۲۰۲۳ بیشترین بازی‌ها را برای ان‌جی/ان‌وای گاتهام انجام داد. او در فینال قهرمانی NWSL ۲۰۲۳ که در آن ان‌جی/ان‌وای گاتهام باشگاه فوتبال رین را ۲–۱ شکست داد، جزک نفرات آغاز کننده بازی بود.

### هیوستون دش
هیوستون دش در تاریخ ۷ دسامبر ۲۰۲۴ اعلام کرد که رایان را از گاتهام به ارزش ۸۰٬۰۰۰ دلار در انتقال بین لیگی، ۴۰۰٬۰۰۰ دلار پول تخصیص و یک جایگاه بین‌المللی NWSL 2025 به دست آورده است.

## دوران ملی
رایان در آوریل ۲۰۱۸ دو بار برای تیم ملی فوتبال زیر ۱۸ سال ایالات متحده آمریکا به میدان رفت. و در آوریل ۲۰۱۹ سه بار برای تیم ملی فوتبال زیر ۲۳ سال زنان ایالات متحده آمریکا به میدان رفت.
او در اکتبر ۲۰۲۴ برای اولین بار به تیم ملی فوتبال زنان ایالات متحده آمریکا دعوت شد تا در تور قهرمانی مدال طلای المپیک شرکت کند. رایان در تاریخ ۲۴ اکتبر ۲۰۲۴ اولین بازی خود را در پیروزی ۳–۱ مقابل تیم ملی فوتبال زنان ایسلند به ثبت رساند.